# Chirurgia Magna

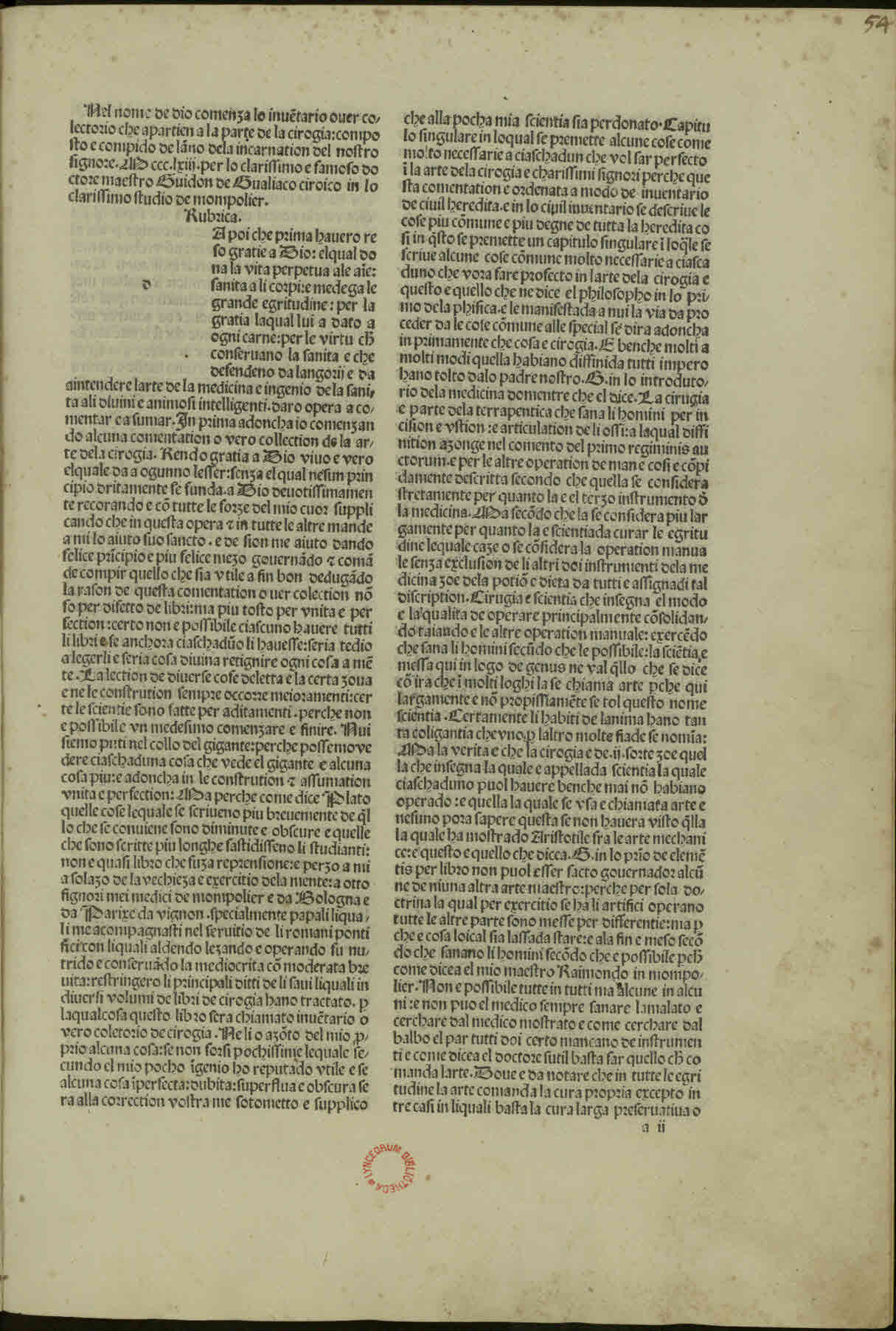
Chirurgia, 1493

La Chirurgia Magna (Gran Cirurgia), nom abreujat de l'Inventarium sive collectorium in parte chirurgicali medicinæ (del llatí, Inventari o col·lectori de la part quirúrgica de la medicina), és el nom de la compilació quirúrgica publicada pel metge occità Gui de Chaulhac el 1363 a Montpeller.

## L'obra
La Chirurgia Magna és una mena d'enciclopèdia de tots els coneixements de cirurgia de l'època i va tenir una gran difusió a tot Europa fins al segle xvi, publicant-se'n reedicions fins al segle xviii.
El metge i bibliòfil Tibulle Desbarreaux-Bernard (1798-1880) va determinar en una investigació sobre aquest tema que la  Chirurgia magna  va ser escrita originalment en  català a l'Estudi de medicina Montpeller i que el text llatí existent és una traducció primerenca.
La còpia que es conserva en llatí es compon de més de 450 pàgines i consta d'un proemi introductori i set llibres:
- I – Anatomia
- II – Apostemes i tumors
- III – Ferides i contusions
- IV – Úlceres
- V – Fractures i luxacions
- VI – Patologia quirúrgica
- VII – Antidotari

Hi són especialment interessants les seves experiències en el tractament de cataractes i hèrnies i la descripció de les formes de la pesta, que va poder estudiar personalment a Avinyó, lluitant contra l'epidèmia del 1348.
Redactada en un estil molt clar i ordenat, repartit en teoria i pràctica, a la manera de fer de l'escola de Bolonya, contenia totes les referències als autors coneguts, antics i de la seva època.

## Expansió
Va ésser molt ben valorada pels gremis de cirurgians i barbers i va circular molt ràpidament tant en la seva versió original llatina com en les diferents traduccions en totes les llengües. El 1414 ja hi havia versió en català i, d'aquesta, més tard se'n faria també en castellà. La seva gran popularitat a la Corona d'Aragó fa pensar que la primera edició impresa de la versió llatina és molt probable que fos editada a Lleida, el 1480.
La primera edició impresa de la versió catalana data de 1492, a Barcelona, a la llibreria de Pere Miquel, amb traducció de Bernat Casaldóvol i Jeroni Masnovell, on se'n van imprimir 598 exemplars.
Hi ha una edició moderna del text llatí, amb comentaris sobre les fonts, impresa per Brill el 1996.